# Associazione Culturale Sportiva Football Cagliari
L'Associazione Culturale Sportiva Football Cagliari è stata una società calcistica italiana con sede nella città di Cagliari.

## Storia
Fu fondato nel dicembre 1983 con denominazione Associazione Calcio Femminile Il Delfino da Pino Cacciuto (il fratello maggiore che si occupava dell'omonima squadra di calcio a 5) e da Paola Cacciuto che ne è stata per più di 30 anni la presidente.
Il nome del club è dovuto al negozio di articoli sportivi-subacquei ("Il Delfino") gestito a Cagliari dalla famiglia Cacciuto e sponsor ufficiale di tutte le squadre di calcio gestite da Paola e Pino.
La squadra nasce dalla repentina scomparsa del Flase Cagliari del presidente Antonello Lorenzoni, il quale aveva illuso la Cagliari calcistica che schierando le fuoriclassi Susanne Augustesen, Conchi Sanchez e il portiere della nazionale Wilma Seghetti avrebbe vinto lo scudetto femminile. Ottenne solo un 4º posto, ma quella squadra diede al movimento calcistico femminile isolano le motivazioni che Paola Cacciuto volle fare sue riportando Cagliari e il suo "Il Delfino" in Serie A.
Alla fine dei conti Paola Cacciuto, con le sue 4 stagioni in Serie A e 13 in Serie B, ha sì avuto ragione, ma ha pagato a caro prezzo il suo sogno, compreso l'esser rimasta la sola a crederci, e a lottare per portare in alto nel firmamento del calcio femminile i colori della Sardegna e di Cagliari seppur in coabitazione con la ben più volitiva Torres.